# Gaza de artillero
La Gaza de artillero  es un tipo de nudo que se encuentra dentro del grupo de los nudos denominados Gazas, lazadas o vueltas, es decir, los nudos que crean un bucle cerrado en el que se pueden sujetar piezas fijas o móviles. Este nudo se puede realizar en un cuerda de la que no contamos con los extremos para su anudado.  La cuerda no debe estar en tensión,  aunque posteriormente el nudo,  queda en línea con la cuerda y permite tensiones muy altas permitiendo incluso su desanudación posterior. Si el nudo no está suficientemente bien apretado, la lazada podría achicarse atrapando el objeto que tenga dentro.

## Realización del nudo
Pasos para la elaboración del nudo:

1. Partimos de una cuerda recta.
2. Hacemos un bucle dejando uno de los extremos en su parte de atrás.
3. Doblamos el extremo inferior del bucle y lo hacemos pasar por el espacio que hay entre bucle y firme
4. Cerramos el nudo tensando las cuerdas hasta alcanzar la forma necesaria.

Nota: Este nudo queda en línea con la cuerda sobre la que trabaja. El tensado y la colocación de este nudo es de una dificultad superior a la de otros nudos de función similar. 

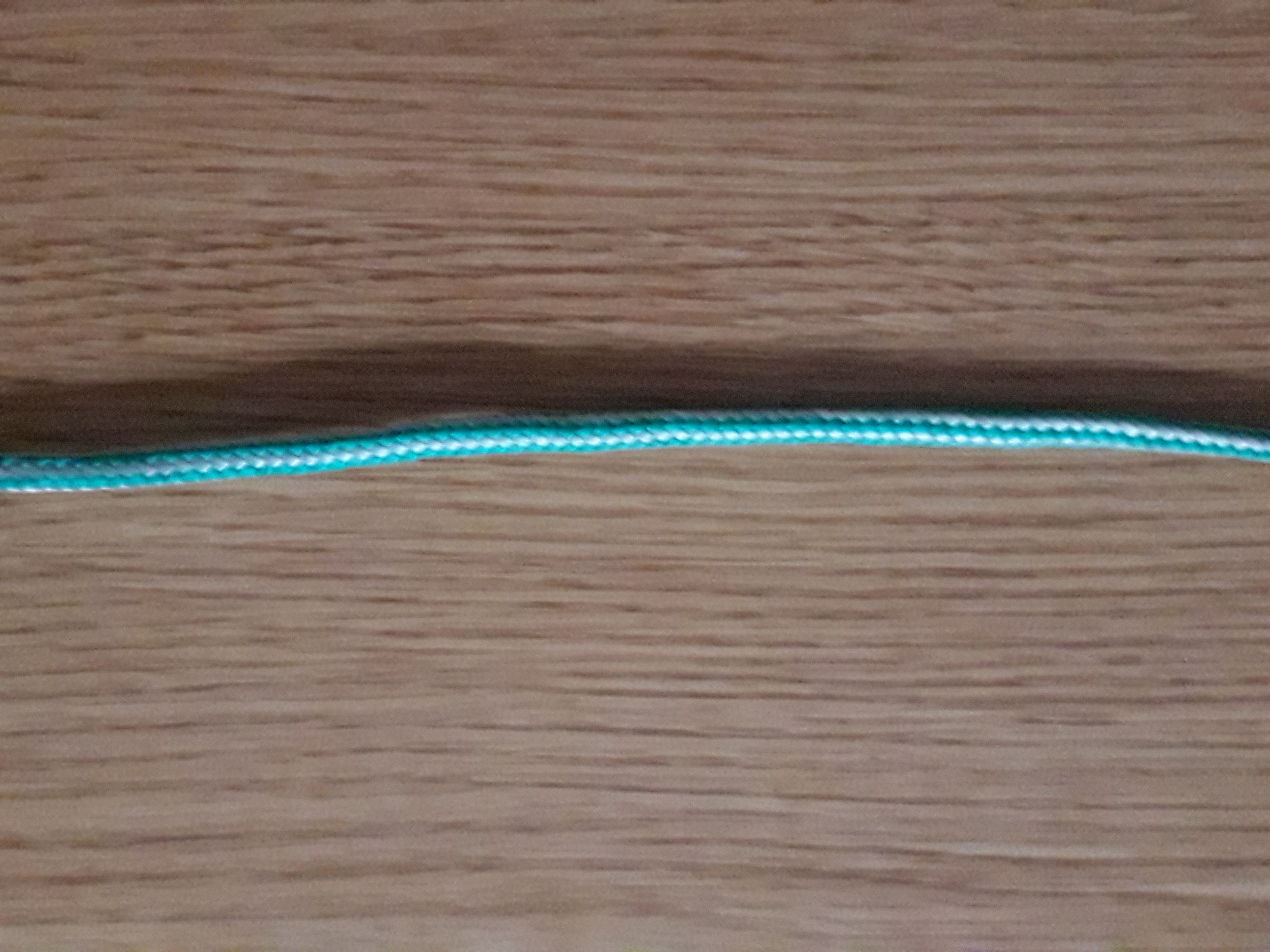
Artillero Paso 1
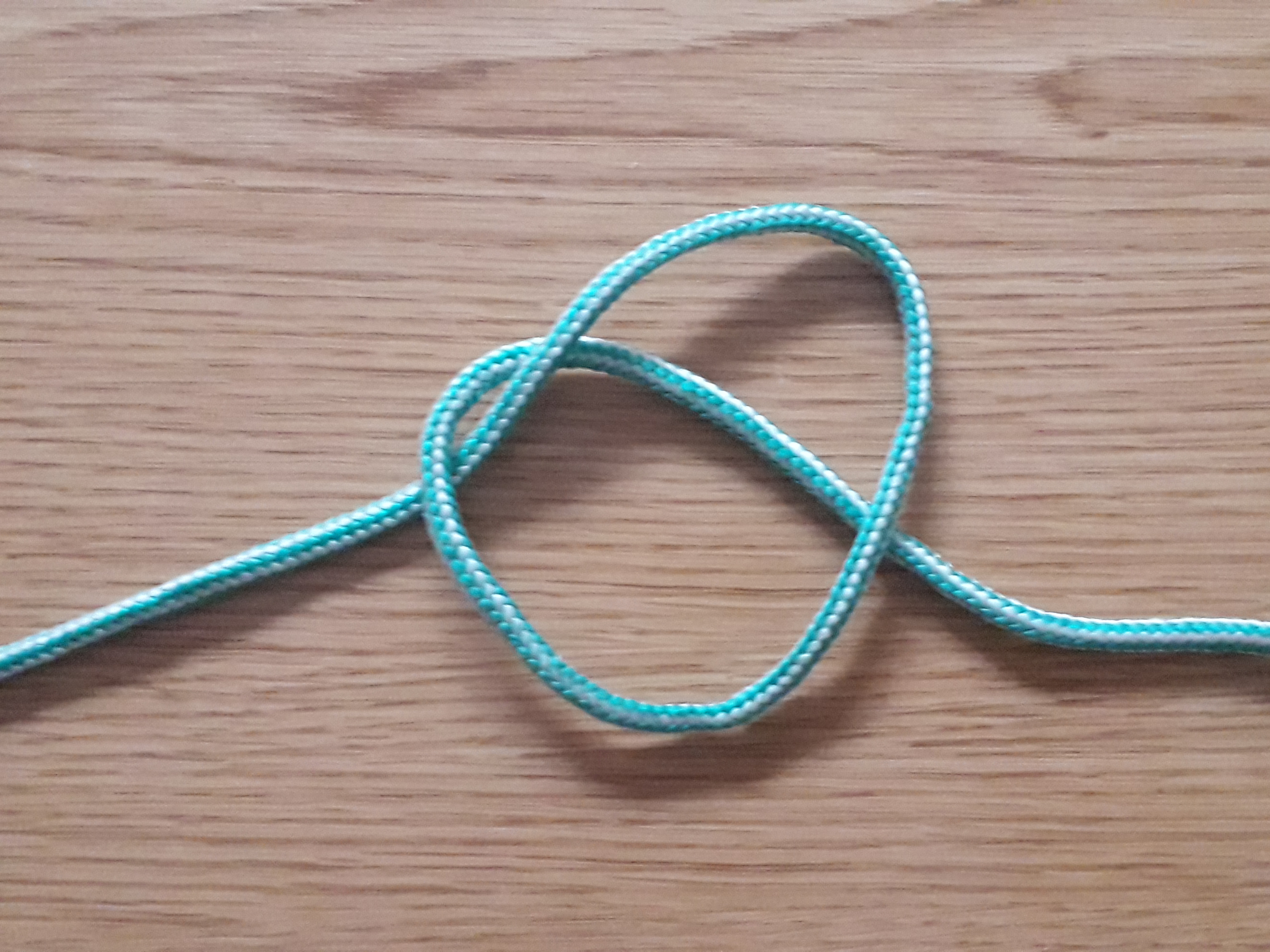
Artillero Paso 2
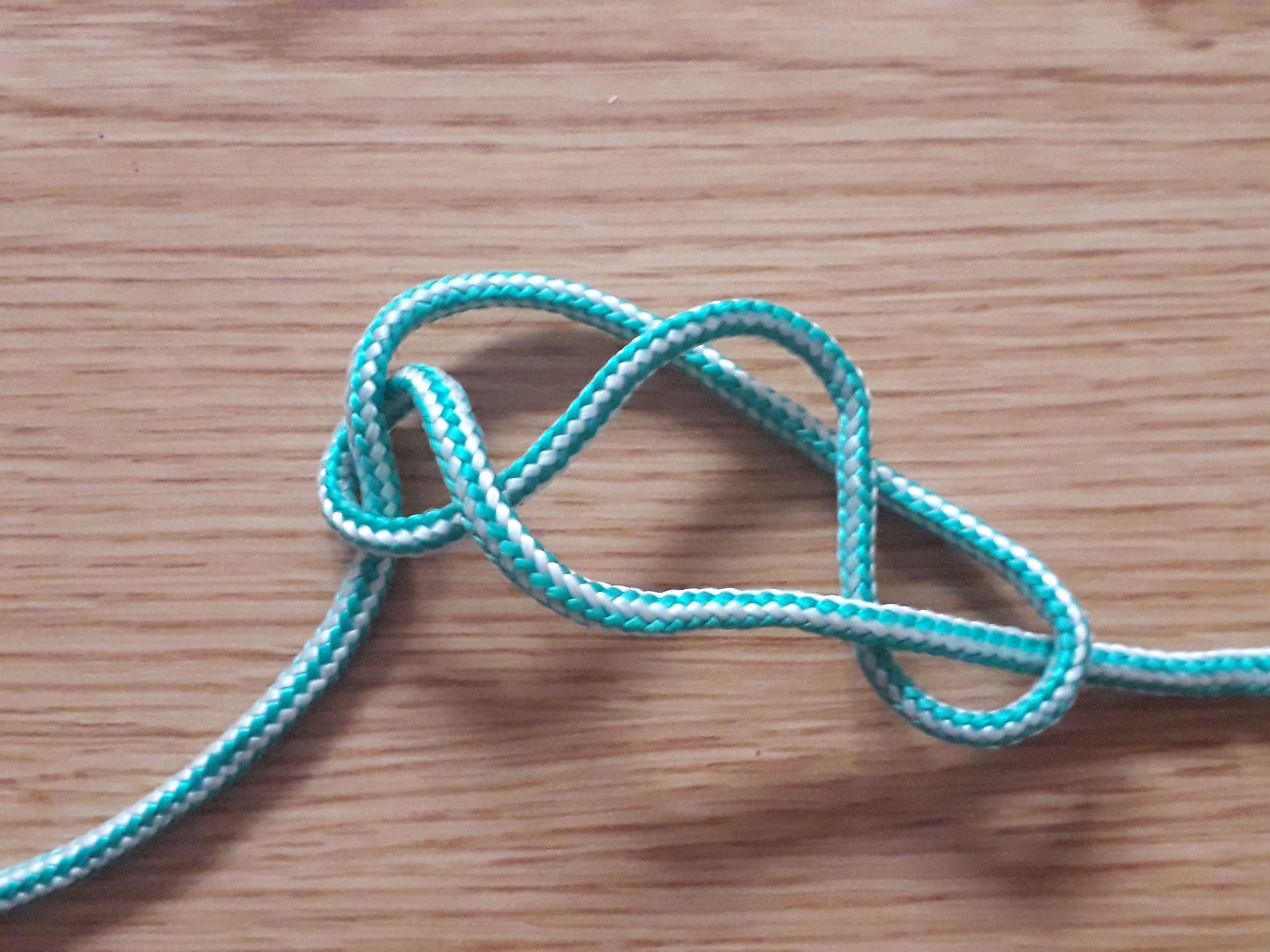
Artillero Paso 3
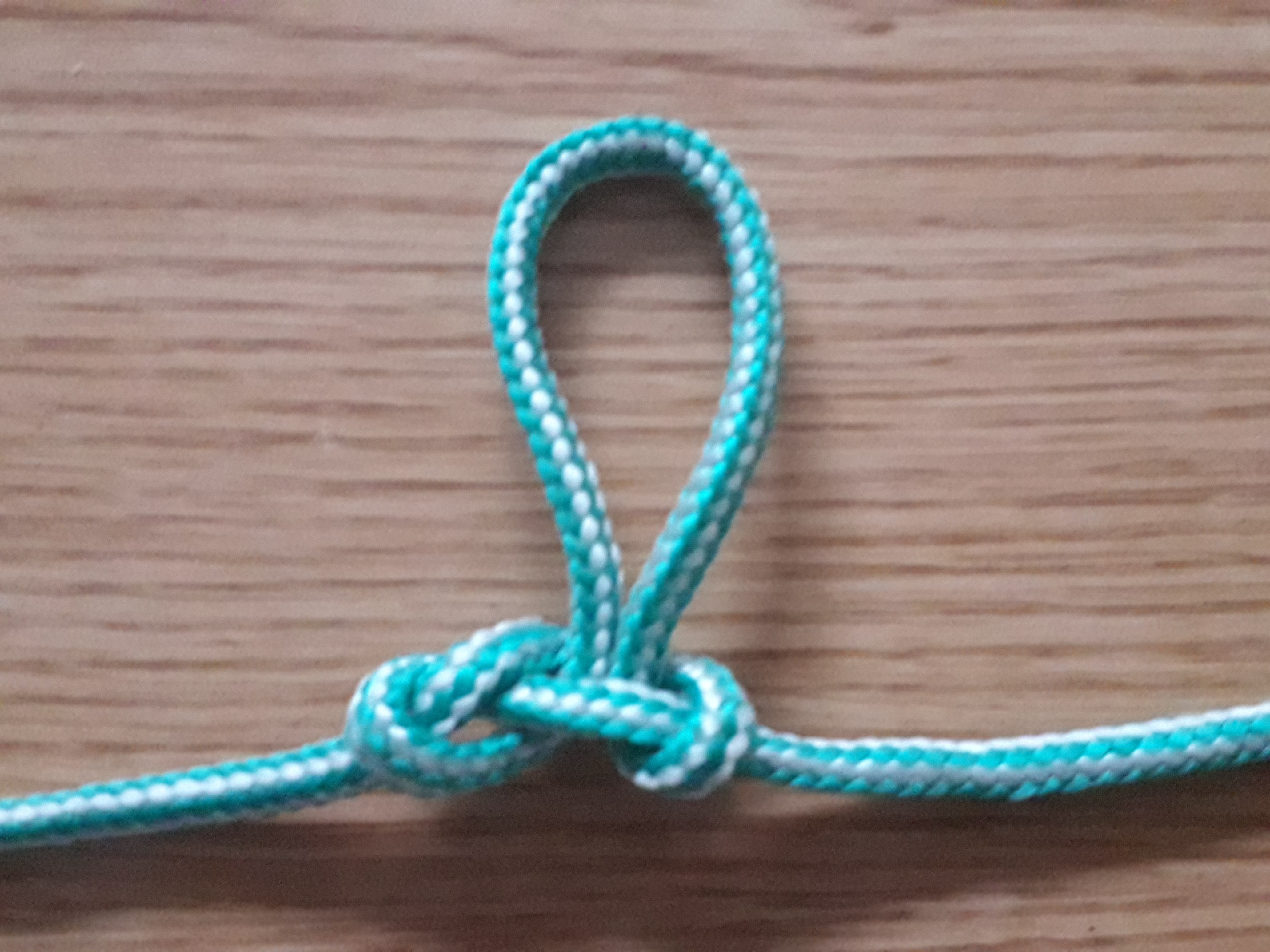
Artillero Paso 4

## Consideraciones sobre la realización de nudos
Los nudos marineros, no se cierran tirando de los extremos de la cuerda,  ya que las cuerdas pueden retorcerse y desbaratar el nudo.  Para que un nudo esté bien realizado, se deben colocar las cuerdas en la posición en la que van a trabajar,  e ir cerrando el nudo hasta su posición definitiva. 